# Amalienborgpriset
Amalienborgpriset är ett pris som delas ut av Dronning Margrethes og Prins Henriks Fond för att uppmuntra framträdande danska humanister till fortsatt bokutgivning. Priset har delats ut sedan 1972. Prissumman går inte direkt till författaren utan går till att finansiera fortsatt utgivning. Både prissumman och hur ofta priset delas ut varierar över tid. Fonden tog 2019 beslut om att bredda vilka som kan få priset.

## Pristagare
- 1972 Christian Elling
- 1974 K.E. Løgstrup
- 1977 Villy Sørensen
- 1982 Finn Salomonsen, Christian Vibe, Bent Jørgen Muus och Henrik Stangerup
- 1983 Erik Fischer
- 1989 Poul Vad
- 1993 Karsten Friis Johansen
- 1998 Bo Lidegaard
- 2001 Ole Feldbæk och Ejler Bille
- 2002 Erik Fischer (andra gången)
- 2005 Jørgen Jensen
- 2009 Minik Rosing och Dorthe Dahl-Jensen
- 2015 Henning Knudsen
- 2022 Jeanette Varberg